# Berta Taracena
Berta Taracena fue una historiadora, investigadora cultural y crítica de arte mexicana.

## Biografía
Taracena (1925-2021) nació en Ciudad de México en una familia interesada en la cultura. Su padre fue un senador mexicano y amigo de Carlos Chávez, director del Palacio de Bellas Artes. Esto le permitió tener una educación de alta calidad, obteniendo una licenciatura y maestría en historia mexicana de la Universidad Nacional de México. La tesis de su maestría fue realizada sobre el trabajo de Jesús Reyes Ferreira, a quien conoció personalmente. También estudió y trabajó con académicos como Francisco de la Maza y Justino Fernández.
Su trabajo investigativo inició escribiendo y editando libros, aunado a curaciones en el museo. También trabajó con Fernando Gamboa.
Su especialidad es el arte visual mexicano, ha escrito cientos de ensayos, artículos y libros. Igualmente ha participado en conferencias. Se enfoca en la continuidad del arte mexicano desde sus raíces prehispánicas hasta la actualidad. Ha publicado libros notables sobre artistas como Diego Rivera, Manuel Rodríguez Lozano, Vladimir Cora, Leopoldo Flores y Antonio Ramírez, así como también Estética del arte mexicano en el tiempo en 2006.
En 2009, la Universidad Autónoma del Estado de México ofreció tributo por el trabajo realizado durante su vida.
La presidenta honoraria de la Asociación Internacional de Críticos de Arte, Sección México, falleció en Ciudad de México el 10 de enero de 2021.